# Drinské mučednice
Mučednice drinské († břeh Driny u Goražde, 15. prosince 1941), panny a mučednice, blahoslavené katolické církve, řeholnice kongregace Dcer Božské Lásky, byly oběťmi teroru za druhé světové války na Balkáně, které zavraždili četnici.

## Historie

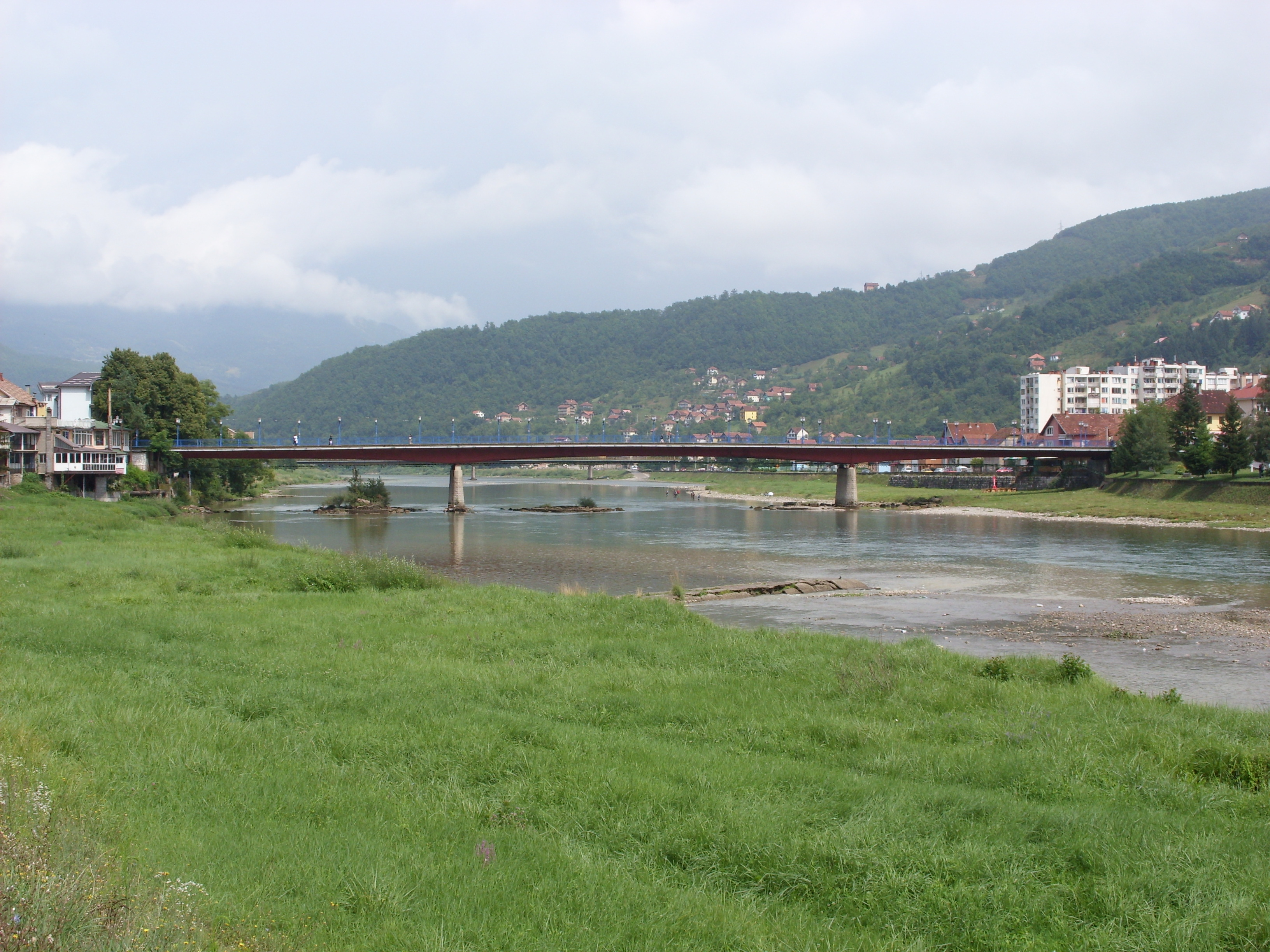
Místo u řeky Driny

Řeholnice Dcer Božské Lásky přišly do Sarajeva na pozvání arcibiskupa dr. Josipa Stadlera roku 1882. Vyslala je zakladatelka řádu Františka Lechnerová. V místě Pale založily klášter nazývaný „Marijin dom” roku 1911. Zde provozovaly základní školu a pomáhaly místním bez ohledu na víru a národnost.
Roku 1941 se v klášteře nacházejí:
- představená Jula Ivanišević, Chorvatka, narozena 1893,
- řeholní sestra Berchmana Leidenix, Rakušanka, narozena 1865,
- řeholní sestra Krizina Bojanc, Slovinka, narozena 1885,
- řeholní sestra Antonija Fabjan, Slovinka, narozena 1907,
- řeholní sestra Bernadeta Banja, Chorvatka maďarského původu, narozena 1912.

Řeholní sestry ošetřovaly nemocné, pro děti z dětského domova pekly chléb a pomáhaly sirotkům z Rumunska. Dne 11. prosince 1941 četnici obklíčili „Marijin dom” a všechny řeholnice odvedli na práci. 

Sestra Berchmana, zmožena nemocí i starostí o sirotky zůstala při cestě v obci Sjetlina a později byla zavražděna 23. prosince 1941. Zbylé čtyři řeholnice byly odvedeny do Goražde, kam dorazily 15. prosince 1941. Ve zdejších kasárnách byly mučeny. Aby se řeholnice zachránily před opilými vojáky, kteří je v noci chtěli znásilnit, vyskočily z okna, čímž utrpěly těžká zranění. Četnici je zabili a těla vhodili do řeky Driny. Téhož dne bylo zde zabito a do řeky vhozeno dalších 8 000 lidí. Prvním, kdo o zločinech vydal svědectví, byl slovinský kněz Franc Ksaver Meško. Od roku 2005 se vždy 26. ledna slaví Dan sjećanja u Goraždu (Den památky na Goražde) na paměť 1400 obětí četniků.

## Beatifikace
Svědectví k blahoslavení se začala shromažďovat roku 1999 a dokončena byla 14. prosince 2002 na Vrhbosanském arcibiskupství v Sarajevu. Při závěrečném jednání byly přítomny i četné sestry řádu Dcer Božské Lásky i se svými představenými.
Roku 2011 papež Benedikt XVI. dal podnět k beatifikaci těchto pěti řeholnic. Dne 14. ledna 2011 podepsal dekret o mučednictví drinských mučednic. (Tentýž den podepsal také blahořečení svého předchůdce, dnes již svatého Jana Pavla II.) Při vyhlášení v Římě dne května 2011 se účastnily asi dva miliony poutníků.

### Beatifikace v Sarajevu

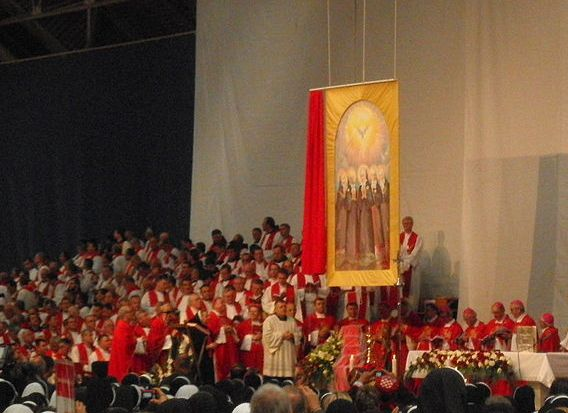
Beatifikace drinských mučednic v Sarajevu

24. září 2011 v 11 hodin byla vyhlášena beatifikace v Sarajevu na Olympijském stadionu. Přednesl ji papežský vyslanec a předseda kongregace pro svatořečení kardinál Angelo Amato. Bylo přítomno dvacet tisíc poutníků z Bosny a Hercegoviny, Chorvatska a dalších zemí včetně Brazílie a množství duchovních z Bosny a Hercegoviny (vrhbosanský arcibiskup kardinál Vinko Puljić, záhřebský arcibiskup kardinál Josip Bozanić, apoštolský nuncius v Bosně a Hercegovině arcibiskup Alessandro D'Errico, apoštolský nuncius v Chorvatsku arcibiskup Mario Roberto Cassari, apoštolský nuncius z Kuvajtu, Bahrajnu, Kataru, Spojených arabských emirátů a Jemenu, jakož i apoštolský delegát na Arabském poloostrově arcibiskup Petar Rajič, 29 biskupů z Bosny a Hercegoviny, Chorvatska, Černé Hory, Makedonie, Slovinska, Maďarska a Albánie a tři sta kněží. Vystoupil sbor dvanácti set zpěváků z mnoha farností včetně zahraniční účasti.
Místo tragédie posvětil vrhbosanský arcibiskup kardinál Vinko Puljić.

## Ohlasy v kultuře
Don Anto Baković natočil dokumentární film Drinské mučednice.